# Valichi di confine tra Italia e Svizzera
Questa è una lista dei valichi stradali doganali di confine tra Italia e Svizzera suddivisa per province e cantoni.

## Storia
Si è molto discusso sulla chiusura notturna delle dogane tra Svizzera e Italia nonostante gli accordi bilaterali e l'entrata della Svizzera nello spazio Schengen, in quanto questa chiusura permane solo tra questi due paesi mentre non sussiste per gli altri paesi confinanti con la Svizzera come Austria, Germania e Francia dove l'applicazione di Schengen è completa. In alcuni valichi durante la notte non è possibile fare eventuali dichiarazioni doganali, mentre è consentito il transito per chi non ha nulla da dichiarare.

## Lombardia

### Como–Ticino
| Nome del valico                                       | m s.l.m. | Coordinate                 | Tipo                                                               | Afflusso | Apertura notturna   | Immagine                            |
| ----------------------------------------------------- | -------- | -------------------------- | ------------------------------------------------------------------ | -------- | ------------------- | ----------------------------------- |
| Valico di Somazzo detto "della Pignora"               | 616      | 45.83583°N 8.96249°E       | Pedonale / Chiuso                                                  | ---      | No                  | Versante italiano                   |
| Ponte Chiasso - Chiasso                               | 270      | 45°49′55.76″N 9°02′03.8″E  | Residenziale                                                       |          | Si                  | Versante italiano Versante svizzero |
| Brogeda                                               | 270      | 45°50′27.33″N 9°02′15.54″E | Turistico                                                          |          | Si                  | Vista aerea                         |
| Chiasso-Strada                                        | 270      | 45°49′59.69″N 9°02′14.77″E | Commerciale                                                        |          | Si                  | ---                                 |
| Maslianico - Pizzamiglio                              | 230      | 45°50′38.08″N 9°02′18.96″E | Residenziale                                                       | ---      | No                  | Versante svizzero                   |
| Bizzarone - Novazzano fraz. Brusata                   | 450      | 45°50′24.23″N 8°57′31.65″E | Turistico/Residenziale                                             |          | Si                  | ---                                 |
| Ronago - Novazzano fraz. Marcetto                     | 350      | 45°50′10.82″N 8°58′58.96″E | Turistico/Residenziale                                             | ---      | Si                  | ---                                 |
| Crociale dei Mulini - Ponte Faloppia                  | 270      | 45.83407°N 8.99393°E       | Turistico/Residenziale                                             | ---      | Si                  | ---                                 |
| Drezzo - Pedrinate                                    | 400      | 45.820639°N 9.003044°E     | Turistico/Residenziale                                             | ---      | Si ma solo pedonale | ---                                 |
| Maslianico - Roggiana                                 | 360      | 45.847579°N 9.044074°E     | Pedonale / Chiuso                                                  |          | No                  | Versante svizzero Versante italiano |
| Lanzo d'Intelvi - Arogno                              | 600      | 45.962397°N 9.009132°E     | ---                                                                | ---      | ---                 | ---                                 |
| Bissone - Campione d'Italia                           | 300      | 45.961793°N 8.968583°E     | ---                                                                | ---      | ---                 | Versante svizzero                   |
| Oria - Gandria                                        | 300      | 46.016763°N 9.022337°E     | ---                                                                | ---      | ---                 | Versante svizzero                   |
| Rodero - Stabio (Dogana da Rödur)                     | 350      | 45.833421°N 8.926181°E     | Pedonale                                                           | ---      | ---                 | Versante italiano                   |
| Bizzarone - Santa Margherita di Stabio                | 350      | 45.83879°N 8.933434°E      | Pedonale-Ferroviario / apertura con passaggio treno della Valmorea |          | No                  | ---                                 |
| Valico della Pignora (Uggiate con Ronago - Novazzano) | 465      | 45.835838°N 8.962475°E     | Pedonale / Chiuso                                                  |          | No                  | Versante italiano                   |

### Varese–Ticino
| Nome del valico                             | m s.l.m. | Coordinate             | Tipo                              | Afflusso | Apertura notturna | Immagine                                        |
| ------------------------------------------- | -------- | ---------------------- | --------------------------------- | -------- | ----------------- | ----------------------------------------------- |
| Biegno - Indemini                           | 950      | 46.095525°N 8.816357°E | Residenziale                      |          | Si                | ---                                             |
| Luino - Fornasette                          | 200      | 45.993093°N 8.787764°E | Turistico                         |          | Si                | ---                                             |
| Zenna - Dirinella                           | 200      | 46.104036°N 8.7579°E   | Turistico                         |          | Sì                | ---                                             |
| Ponte Tresa                                 | 270      | 45.966961°N 8.858929°E | Turistico-Commerciale             |          | Si                | Valico di Ponte Tresa (ITA)                     |
| Porto Ceresio - Brusino Arsizio             | 280      | 45.913452°N 8.916779°E | Turistico                         |          | Si                | ---                                             |
| Gaggiolo (Cantello) - Gaggiolo (Stabio)     | 360      | 45.841103°N 8.913388°E | Turistico-Commerciale             |          | Si                | Dogana turistica italiana Dogana merci italiana |
| Saltrio - Arzo                              | 540      | 45.87399°N 8.933623°E  | Turistico                         |          | Si                | ---                                             |
| Cremenaga – Ponte Cremenaga                 | 280      | 45.990663°N 8.807527°E | Turistico                         |          | Si                | Valico di Cremenaga (ITA)                       |
| Clivio – Ligornetto                         | 470      | 45.863775°N 8.939481°E | Residenziale - Traffico veicolare |          | Si                | Valico di Clivio (ITA)                          |
| San Pietro di Clivio – San Pietro di Stabio | 470      | 45.859532°N 8.932099°E | Residenziale - Traffico veicolare |          | Si                | Valico di San Pietro - Clivio (ITA)             |
| Dumenza Fraz. Palone – Cassinone            | 400      | 46.00519°N 8.792067°E  | Residenziale                      |          | ---               | ---                                             |

### Sondrio– VGrigioni
| Nome del valico                                         | m s.l.m. | Coordinate            | Tipo               | Afflusso | Apertura notturna | Immagine                                       |
| ------------------------------------------------------- | -------- | --------------------- | ------------------ | -------- | ----------------- | ---------------------------------------------- |
| Passo dello Spluga (Chiavenna – Splügen)                | 2115     | 46°30′19″N 9°19′49″E  | Transito veicolare |          | Sì                | Versante settentrionale del passo dello Spluga |
| Forcola di Livigno (Livigno – Poschiavo)                | 2315     | 46°26′27″N 10°03′22″E | Turistico          |          | Sì                | Il versante svizzero                           |
| Valico del Gallo (Zernez – Livigno)                     | 1711     | 46°37′20″N 10°11′36″E | Transito veicolare |          | Sì                | Entrata nord della galleria Munt La Schera     |
| Giogo di Santa Maria (Bormio – Santa Maria Val Müstair) | 2503     | 46°32′29″N 10°25′59″E | Transito veicolare |          | No                | Il Giogo di Santa Maria                        |
| Campocologno (Tirano – Brusio)                          | 540      | 46°13′48″N 10°08′44″E | Transito veicolare |          | ---               | Veduta di Brusio e Tirano                      |
| Val Bregaglia (Villa di Chiavenna – Castasegna)         | 690      | 46°19′58″N 9°30′50″E  | Transito veicolare |          | ---               | Castasegna, paese svizzero sul confine         |
| Val di Lei (Ferrera – Lago di Lei)                      | 1947     | 46°28′59″N 9°26′57″E  | Turistico          |          | ---               | Veduta aerea sul lago di Lei                   |

## Piemonte

### Verbano-Cusio-Ossola–Ticino/Vallese
| Nome del valico                    | m s.l.m. | Coordinate                  | Tipo                                                                  | Afflusso | Apertura notturna |
| ---------------------------------- | -------- | --------------------------- | --------------------------------------------------------------------- | -------- | ----------------- |
| Spruga – Bagni di Craveggia        | 1000     | 46°11′51.52″N 8°32′30.4″E   | Pedonale                                                              |          | No                |
| Re fraz. Ponte Ribellasca – Camedo | 550      | 46.154679°N 8.603241°E      | Turistico-Commerciale                                                 |          | Si                |
| Piaggio Valmara                    | 200      | 46°06′07.57″N 8°41′47.77″E  | Turistico-Commerciale                                                 |          | Sì                |
| Iselle                             | ≈ 900    | 46°11′45″N 8°08′25″E(Gondo) | Transito veicolare-trasporto merci (Traforo ferroviario del Sempione) |          | ---               |

## Valle d'Aosta

### Valle d'Aosta-Vallese
| Nome del valico               | m s.l.m. | Coordinate             | Tipo                     | Afflusso | Apertura notturna | Immagini                        |
| ----------------------------- | -------- | ---------------------- | ------------------------ | -------- | ----------------- | ------------------------------- |
| Colle del Gran San Bernardo   | 2473     | 45.868801°N 7.165478°E | Transito veicolare       | ---      | ---               | Il valico del Gran San Bernardo |
| Traforo del Gran San Bernardo | 1900     | 45.900496°N 7.194171°E | Transito veicolare       |          | Si                |                                 |
| Col Ferret                    | 2543     | 45°53′55″N 7°04′06″E   | Pedonale-escursionistico |          | ---               |                                 |

## Trentino-Alto Adige

### Bolzano-Grigioni
| Nome del valico | m s.l.m. | Coordinate                    | Tipo               | Afflusso | Apertura notturna |
| --------------- | -------- | ----------------------------- | ------------------ | -------- | ----------------- |
| Tubre - Müstair | 1240     | 46°38′07″N 10°27′29″E (Tubre) | Transito veicolare |          | ---               |